# Blockälteste
Blockälteste (dosł. pol. najstarszy w bloku) – w nazistowskich obozach koncentracyjnych starszy kapo lub „zaufany więzień” (współpracujący ze służbą SS) od bloku lub domku. Był on zwykle odpowiedzialny za dystrybucję w nim żywności i miał uprawnienia dyscyplinarne w stosunku do pozostałych więźniów. Niektórzy mieli prawo batożenia innych więźniów. Funkcja była pełniona także w obozach przeznaczonych dla kobiet i była pełniona przez więźniarki.